# Jung Soon-ok
Jung Soon-Ok (née le 23 avril 1983) est une athlète sud-coréenne, spécialiste du saut en longueur.

## Biographie
En 2010 elle remporte le saut en longueur des Jeux asiatiques.
Elle a un record personnel de 6,76 m, établi lors des championnats nationaux 2009 à Daegu, ce qui constitue le record de Corée du Sud

### Palmarès
| Date | Compétition             | Lieu      | Résultat | Épreuve  | Performance |
| ---- | ----------------------- | --------- | -------- | -------- | ----------- |
| 2005 | Jeux de l'Asie de l'Est | Macao     | 2e       | Longueur | 6,31 m      |
| 2007 | Championnats d'Asie     | Amman     | 3e       | Longueur | 6,60 m (w)  |
| 2010 | Jeux asiatiques         | Guangzhou | 1re      | Longueur | 6,53 m      |
| 2015 | Championnats d'Asie     | Wuhan     | 2e       | Longueur | 6,47 m      |

### Records
| Épreuve  | Performance | Lieu  | Date        |
| -------- | ----------- | ----- | ----------- |
| Longueur | 6,76 m      | Daegu | 4 juin 2009 |